# 陳楠 (嘉靖壬戌進士)
陳楠（1532年—？），字子材，浙江寧波府奉化縣人，民籍，明朝政治人物。

## 生平
嘉靖四十年（1561年）辛酉科浙江鄉試第四十五名舉人。嘉靖四十一年（1562年）聯捷壬戌科會試第二百二十九名，三甲第六十二名進士。初任江西庐陵县知县。
隆慶五年（1571年）知福州府。居官清慎，不以脂膏自润。巡抚刘尧诲议复夫甲库役等差，陈楠力持不可，几为其所中傷。萬曆四年（1576年）迁两淮盐运使。

## 家族
曾祖陳瑗；祖父陳紓；父陳滽，母胡氏。慈侍下。兄陈梧、陈檟。